# Kanton Chartres-2
Der Kanton Chartres-2 ist seit 2015 ein französischer Wahlkreis im Arrondissement Chartres im Département Eure-et-Loir in der Region Centre-Val de Loire; sein Hauptort ist Chartres. 

## Gemeinden
Der Kanton besteht aus 15 Gemeinden und Teilgemeinden mit insgesamt 28.147 Einwohnern (Stand: 1. Januar 2022) auf einer Gesamtfläche von 221,38 km²:
| Gemeinde                  | Einwohner 1. Januar 2022 | Fläche km² | Dichte Einw./km² | Code INSEE | Postleitzahl |
| ------------------------- | ------------------------ | ---------- | ---------------- | ---------- | ------------ |
| Berchères-les-Pierres     | 1.000                    | 19,83      | 50               | 28035      | 28630        |
| Chartres                  | 9.882                    | 4,07       | 2.428            | 28085      | 28000        |
| Corancez                  | 361                      | 6,8        | 53               | 28107      | 28630        |
| Dammarie                  | 1.500                    | 32,37      | 46               | 28122      | 28360        |
| Fresnay-le-Comte          | 286                      | 8,25       | 35               | 28162      | 28360        |
| Gellainville              | 763                      | 12,01      | 64               | 28177      | 28630        |
| La Bourdinière-Saint-Loup | 751                      | 20,16      | 37               | 28048      | 28360        |
| Le Coudray                | 4.063                    | 5,52       | 736              | 28110      | 28630        |
| Mignières                 | 1.157                    | 13,04      | 89               | 28253      | 28630        |
| Morancez                  | 1.927                    | 7,13       | 270              | 28269      | 28630        |
| Nogent-le-Phaye           | 1.463                    | 15,01      | 97               | 28278      | 28630        |
| Prunay-le-Gillon          | 1.155                    | 25,36      | 46               | 28309      | 28360        |
| Sours                     | 1.964                    | 33,15      | 59               | 28380      | 28630        |
| Thivars                   | 1.099                    | 9,22       | 119              | 28388      | 28630        |
| Ver-lès-Chartres          | 776                      | 9,46       | 82               | 28403      | 28630        |
| Kanton Chartres-2         | 28.147                   | 221,38     | 127              | 2805       | –            |

1. ↑   Nur der südliche Teil der Gemeinde, der Rest verteilt sich auf die Kantone Chartres-1 und Chartres-3.